# Sachatamia orejuela
Pour les articles homonymes, voir Orejuela.
Espèce
Synonymes
- Centrolenella orejuela Duellman & Burrowes, 1989
- Cochranella orejuela (Duellman & Burrowes, 1989)
- Rulyrana orejuela (Duellman & Burrowes, 1989)
- Teratohyla sornozai Cisneros-Heredia, Yánez-Muñoz & Ortega-Andrade, 2009

Statut de conservation UICN

 LC  : Préoccupation mineure
Sachatamia orejuela est une espèce d'amphibiens de la famille des Centrolenidae.

## Répartition
Cette espèce se rencontre de 500 à 1 250 m d'altitude, :
- en Colombie dans les départements de Nariño, de Valle del Cauca et de Cauca sur le versant Ouest de la cordillère Occidentale.
- en Équateur dans les provinces de Pichincha et d'Imbabura sur le versant Ouest de la cordillère Occidentale.

## Habitat
Cette espèce vit dans de petits cours d'eau près de chutes d'eau.

## Description
Les mâles mesurent de 27,3 à 28,3 mm et les femelles de 29,6 à 33,7 mm.

## Étymologie
Cette espèce est nommée en l'honneur de la famille Orejuela.

## Publication originale
- Duellman & Burrowes, 1989 : New species of frogs, Centrolenella, from the Pacific versant of Ecuador and southern Colombia. Occasional Papers of the Museum of Natural History, University of Kansas, vol. 132, p. 1-14 (texte intégral).